# Мілан Бецич
Мілан Бецич (серб. Milan Becić, 25 лютого 1907, Подгориця — ?) — югославський футболіст, що грав на позиції нападника.

## Життєпис
Перші футбольні кроки зробив у 13 років у студентському клубі «Нєгош», протім продовжив кар'єру в «Ловчені» з Цетинє. У той час він також займався легкою атлетикою, вигравши чемпіонат Чорногорії з кросу у віці до 17 років. 
На запрошення старшого брата він поїхав до Бачки, де грав за спортивний клуб «Сомборскі», з яким зайняв перше місце у чемпіонані футбольної асоціації Суботиці. Пізніше перебрався в клуб САНД (Суботиця). В 1927 році зі клубом став переможцем чемпіонату Суботиці, що дозволило взяти участь у національному чемпіонаті країни. У кваліфікації САНД зустрівся з командою «Хайдук» (Осієк). У першій грі команди зіграли 2:2, а основний час матчу-відповіді також приніс нічию 1:1. В додатковий час Бецич забив два голи, що принесли САНДу перемогу 3:1 і путівку у груповий турнір. У фінальній частині САНД посів четверте місце серед шести команд. Бецич з п'ятьма голами став найкращим бомбардиром команди, і лише одним поступився найкращим бомбардирам сезону. Чотири із п'яти голів він забив у ворота загребського ХАШКа у матчі, що завершився перемогою САНДа 5:3.
У тому ж році у складі збірної міста Суботиця став фіналістом кубка Югославської футбольної федерації, турніру для збірних найбільших міст Югославії. Бацич став героєм півфінальної гри проти збірною Загреба, переможця трьох попередніх розіграшів турніру. У кінці гри на 80-й і 87-й хвилинах за рахунку 3:4 Мілан забив два голи, що принесли його команді перемогу 5:4 і путівку у фінал його команді. У вирішальній грі Суботиця поступилась збірній Белграда 0:3.
Наступний чемпіонат Югославії 1928 року Бацич провів у белградському клубі «Югославія». Зіграв три матчі і забив два голи у фінальному турнірі. Виступаючи за «Югославію», регулярно запрошувався в збірну Белграда.
В 1928 році зіграв у складі збірної Югославії в матчі з Угорщиною (1:2). Югославська команда грала в найкращому складі, але футбольна асоціація країни не зараховує цей матч до офіційних.
У подальшому Бецич виступав у чемпіонаті Франції і Швейцарії. Грав у командах вищої ліги «Монпельє» і «Алесі», а також у друголіговому СА (Париж). У Швейцарії виступав за «Лозанну» у сезоні 1936-37. Грав з командою у фіналі Кубка Швейцарії 1937, де «Лозанна» поступилась «Грассгопперу» (0:10). Забив один з голів команди у півфінальній грі проти «Біль-Б'єнн»(5:2). Також є згадка про виступи Бецича в складі французького клубу «Сет» в 1930 році на Кубку Націй.
У сезоні 1938—39 років повернувся до «Югославії», з якою завоював бронзу чемпіонату, а також виграв Зимовий кубок. У фіналі проти «Славії» (Сараєво) (5:1, 0:0) не грав, але регулярно виходив на поле на попередніх стадіях змагань, зокрема у півфінальних іграх проти БСК (0:1, 4:0), принципового суперника «Югославії». Також наприкінці кар'єри грав у клубі «Уранія Женева Спорт».

## Трофеї і досягнення
- Бронзовий призер чемпіонату Югославії: 1938—39
- Володар кубка Югославії: 1938-39
- Фіналіст кубка Югославської футбольної федерації: 1927
- Фіналіст Кубка Швейцарії: 1937
- Чемпіон футбольної асоціації Суботиці: 1927